# Hívófrekvencia
A hívófrekvencia vagy hívócsatorna a sávtervben kijelölt frekvencia vagy csatorna, ami hívások kezdeményezésére szolgál. Leginkább szélesebb sávokon használják, ahol a teljes sáv egyidejű figyelése nem megoldható.
Egy sávban lehet több hívócsatorna, ez esetben minden hívócsatornán más-más modulációs mód van meghatározva, például más frekvencia/csatorna van meghatározva FM üzemmódra, és más digitális hívásokra.

## Használata
A hívócsatornán adhatunk le általános hívást, vagy hívhatunk meghatározott hívójelű ellenállomást. Ha érkezik válasz, vagy valaki hívására válaszolni szeretnénk, akkor ezen a frekvencián lehet megbeszélni egy adott frekvenciát vagy csatornát, ahol a kommunikációt a két fél folytathatja.
A hívócsatorna kiemelt jelentőségű, így semmilyen más jellegű kommunikáció nem ajánlott rajta.